# Do They Know It's Christmas?
《Do They Know It's Christmas?》（中译：他们知道现在是圣诞节吗？）是一首由米兹·尤瑞和鲍勃·吉尔多夫于1984年當時的埃塞俄比亚饥荒所写的慈善募捐歌曲。最初的版本是由米兹·尤瑞及Band Aid乐队在1984年11月29日录制完成并发行的。
1984年10月，BBC记者迈克尔·比尔克向全世界报道了埃塞俄比亚发生饥荒的消息；爱尔兰歌手鲍勃·吉尔多夫在看到新闻后希望为當地的难民募款，遂找來Ultravox乐队的米兹·尤瑞，合作写下了这首《Do They Know It's Christmas?》。11月，吉尔多夫出席英国广播一台理查德·斯金纳的广播节目，原本要谈论自己的新专辑，卻突然將話題轉到自己有意创作一张慈善募捐专辑。许多的歌手在听到这个消息後，紛紛取消自己原定的行程，向吉尔多夫自薦参与这张慈善专辑的制作。吉尔多夫将这些当时英国及爱尔兰最知名、最具代表性的歌手及乐手组合一起，并组成了Band Aid乐队。11月25日，乐队在伦敦诺丁山的萨姆·韦斯特工作室完成录制这首《Do They Know It's Christmas?》，并于四日后，也就是11月29日將歌曲发行面世。
《Do They Know It's Christmas?》的1984年原版专辑是英国单曲排行榜有史以来销售最快的一张单曲，这张专辑在面世第一周便销售出了100万张。这首单曲曾独占英国单曲排行榜榜首长达五周的时间，并且成为了当年英国单曲圣诞排行榜的首位；三百五十七万张的销量也使得其曾一度成为英国历史上销量第一的单曲，这个记录直到1997年才由艾尔顿·约翰为纪念戴安娜王妃的纪念单曲《風中之燭》所打破。
在发行《Do They Know It's Christmas?》专辑后，吉尔多夫便着手于扩大先有的募捐金额；1985年，他举办了“Live Aid”世界演唱会，并取得了空前的成功，并会合所有在温布利球场演唱的歌手合唱这首歌。

## 灌制
吉尔多夫希望音乐制作人特雷弗·霍恩能够参与这张单曲的制作但是后者并未接受，不过霍恩倒是允许吉尔多夫免费使用伦敦的萨姆·韦斯特录音室二十四小时。最终，吉尔多夫让米兹·尤瑞充当制作人并在1984年11月25日完成了这支单曲的灌制及混音。
吉尔多夫和米兹在清晨时分便来到了工作室进行准备，米兹将他早已录好的背景音乐录入了工作室的系统里。他还得到了早先听过此曲的斯汀和西蒙·邦的演唱录音带，这张音乐带的主要作用是指导其他歌手如何来演唱这首歌。
从早上九点开始，各个乐团及歌手陆续到达了录音室。杜兰杜兰，史班杜巴蕾乐团，保罗·杨，文化俱乐部乐队（乔治男孩一开始并未随乐队同到），威猛乐队的乔治·迈克尔，库尔伙伴合唱团，斯汀，U2的博诺和亚当·克雷顿，天堂17乐团的格伦·格雷戈里（米兹以个人名义邀请）及他乐队伙伴马丁·韦尔，创世纪乐团的菲尔·柯林斯，风格议会乐队的保罗·韦勒，现状乐队的里克·帕菲特和弗朗西斯·罗西，Shalamar的乔迪·维特利，香蕉女郎，玛丽莲（并未得到邀请，不过一起到达了录音室）和吉尔多夫在The Boomtown Rats乐队里的伙伴们都到达了录音室。米兹所在的Ultravox里只有克里斯·克劳斯一人于席。吉尔多夫注意到乔治男孩并未到达录音室（尽管前一日吉尔多夫打电话给身处纽约的乔治男孩希望他能够参加录音），最后文化俱乐部乐队里的其他人不停的催他让他起床赶上了一班协和飞机抵达了位于伦敦的录音室。
尤瑞给这个临时组成的乐团的团员们先播放了一遍背景音乐带和演唱指导带并决定首先录制这首歌的高潮段落，乐团的全家福照片也是在这个时候拍摄下来的。团员们在把“Feed the world, let them know it's Christmas time”这句歌词唱了数遍后，终于把高潮段落录制完成。
在高潮段落录制结束后，尤瑞就开始着手录制这首歌的其他部分了。尤瑞希望有人去唱这首歌的主体部分，最后史班杜巴蕾的托尼·哈德利在其他团员的注视下把这段唱了一遍。其他的歌手们也这样挨个进入录音室录音，尤瑞同样的在每一段录音中都标注了后期剪辑事项。西蒙·邦虽然已经在尤瑞的录音室里录过一次音，但是为了能够加入这样一个时刻，他和其他歌手们一样在这间录音室里重新进行了一次录音。斯汀为了保证剪辑后的声音和谐，同样也重新进行了录音。
菲尔·柯林斯将他的一套爵士鼓也带到了录音室中，不过在尤瑞准备录制电子鼓声的录音后柯林斯才把套鼓架现场假设好。这首歌选取了驚懼之淚乐队的《The Hurting》中非洲鼓的旋律的乐段作为开场并让全曲在在柯林斯的爵士鼓声中落下帷幕。
尤瑞曾在自传中提到在单曲制作过程中他和吉尔多夫之间冲突不断，尤瑞认为这首歌的歌词较之它的旋律应该更加重要。他还告诉吉尔多夫，如果他插手单曲制作或者改变歌词的话，自己就会退出这首歌的制作。尤瑞也不得不打断了现状乐队在“here's to you”这段和声的录音，因为他们的乐队的吉他手帕菲特这一段唱不上去。主唱罗西告诉尤瑞帕菲特没有在录音棚里唱过歌，只是在演唱会现场唱过，而且他应该离麦克风远一点。这一段和声最后是由韦勒，斯汀和格雷戈里完成的，不过现状乐队还是为这首歌的制作帮了不小的忙，按照记者罗宾·埃格尔的话来说，现状乐队带了一包自己制作的可卡因，现场后来宛如一个派对一样。
乔治男孩在晚上六点到达录音棚后就开始了录音，不过他很讨厌乔治·迈克尔的声音，在录制和声的时候，乔治男孩故意把原本标为乔治·迈克尔的录音和艾莉森·莫耶（英国创造性歌手，不过并未参加这次慈善歌曲的录音）的录音给调换了，不过最后录音工程师还是把迈克尔的录音带找了出来，乔治男孩为此还依然耿耿于怀。
在录完乔治男孩的录音后，尤瑞就拿到了他所需要的所有录音了。歌手们在录音棚里开了个小派对然后各自离开后，尤瑞开始对录音进行混音及制作唱片B面的工作。在这张单曲的B面，是一段以“Do They Know It's Christmas?”演奏版为背景音乐的群星祝福（除了有来自参加单曲制作者的祝福之外，还有来自大卫·鲍伊，保罗·麦卡特尼，大国家乐队及霍利·约翰逊的祝福）。特雷弗·霍恩在自己的工作室后将这些录音编辑到了一起。
尽管尤瑞和吉尔多夫都是歌手出身，不过二人并未在这首歌里负责任何独唱片段，两人只是在最后“Feed the world”大合唱时献了声。
在录音结束后，尤瑞就一直留在录音棚中进行混音，所有的工作终于在次日早晨八点结束。在离开录音棚前，尤瑞说到：“这首歌是在1984年11月25号录的，现在已经是26号早上八点了，我们在这个地方待了24个小时我想我们该回家了。”
在制作完成后，这首歌迅速被送往唱片工厂。在最后的一些法律流程及手续完备后，这张单曲最终于11月29日开始发行。该单曲一经上市，便牢牢把住了单曲榜第一的位置。

### 制作者名单
以专辑封纸为准：

| - 亚当·克雷顿 （U2） - 菲尔·柯林斯 （创世纪乐队） - 鲍勃·吉尔多夫 （The Boomtown Rats） - 史蒂夫·诺曼 （史班杜巴蕾） - 克里斯·克劳斯 （Ultravox） - 奈杰尔·约翰·泰勒 （杜兰杜兰） - 保罗·杨 - 托尼哈德利 （史班杜巴蕾） - 格伦·格雷戈里 （天堂17乐团） - 西蒙·邦 （杜兰杜兰） - 西蒙·克洛 （The Boomtown Rats） - 玛丽莲 - 凯伦·伍德沃德 （Bananarama） - 马丁·坎普 （史班杜巴蕾） - 乔迪·维特利 （Shalamar） | - 博诺 （U2） - 保罗·韦勒 （风格议会乐队） - 詹姆斯·泰勒 （Kool & the Gang） - 乔治·迈克尔 （威猛乐队） - 米兹·尤瑞 （Ultravox） - 马丁·韦尔 （天堂17乐团） - 约翰·吉贝尔 （史班杜巴蕾） - 加里·肯普 （史班杜巴蕾） - 罗杰·泰勒 （杜兰杜兰） - 萨拉·达琳 （Bananarama） - 希欧函·费伊 （Bananarama） - 皮特·布里奎特 （The Boomtown Rats） - 弗朗西斯·罗西 （现状乐队） - 罗伯特·贝尔 （Kool & the Gang） | - 丹尼斯·J·T·托马斯 （Kool & the Gang） - 安迪·泰勒 （杜兰杜兰） - 乔恩·莫斯 （文化俱乐部） - 斯汀 （警察乐队） - 里克·帕菲特 （现状乐队） - 尼克·罗德 （杜兰杜兰） - 约翰尼·芬格斯 （The Boomtown Rats） - 大卫·鲍伊 - 乔治男孩 （文化俱乐部） - 霍利·约翰逊 - 保罗·麦卡特尼 - 斯图尔特·亚当森 （大国家乐队） - 布鲁斯·沃特森 （大国家乐队） - 托尼·巴特勒 （大国家乐队） - 马克·布利兹 （大国家乐队） |

## 风格及内容
这首歌的曲子主要由两部分组成：“正歌”及“过渡乐节”，不同段落里演唱的歌手也不一样。而这首歌的副歌是由两段短句重复而成，这段副歌也是米兹·尤瑞在录音开始前写出来的。1984年版本开头第一段是由保罗·杨所唱，1989年版演唱第一句则是凯莉·米洛，而2004年的BAND AID20版本里，全歌第一句是由Coldplay的主唱克里斯·马丁所演唱。而在1985年Live Aid演唱会中，全歌的第一句是由大卫·鲍伊所唱。
而這首歌間奏旋律，類似原東海道新幹線及今日山陽新幹線的進站音樂光號鈴聲。

## 公开发行
录制完成后第二天的早晨，吉尔多夫便作客了英国广播一台的早间节目。在节目中，吉尔多夫介绍了这张专辑并保证购买专辑的每分钱都将会用在实处，这使得拒绝放弃对这张单曲收取增值税的英国政府和他们站在了对立面上。吉尔多夫出现在了新闻头条上后公众们便向首相玛格丽特·撒切尔施压，迫于压力，英国政府最终不得不把所收取的税款返还捐赠给慈善事业。
这首歌开始在英国广播一台以每小时一次的频率反复播放，而在平常情况下最热门的单曲广播一台一天也只会放七或八次而已，如此高的播放频率使得公众们的心情基本都被歌中的氛围所笼罩。DJ们开始逐段将这首歌拆解以确定不同段落都是由谁来演唱的，而吉尔多夫更是说服了英国广播公司电视台（主要是由于BBC1台台长迈克尔·格雷特的相应）在《Top of the Pops》节目中打破传统播放一部还未发行的单曲的MV。格雷特在看完这段短片后立刻要求《Top of the Pops》节目必须压缩五分钟以备播放这段MV。大卫·鲍伊为了录制这段这段MV也专程飞回了英格兰。Band Aid的成员们（除了博诺）也在《Top of the Pops》圣诞节特别节目中现场“演绎”了一遍这首歌。
在单曲发行的第一周这张单曲就登上英国单曲排行榜榜首的位置并连续五周维持在榜首位置。这张专辑成为了英国历史上销售最快的专辑，在单曲发行的第一周这张单曲就销售了一百万份，这比当周其他唱片销量的总和还要多。最终这张单曲销售了三百万份并在余下十三年里这张单曲都位居英国史上单曲销量冠军的位置。
在《Do They Know It's Christmas?》开始发行的时候，苏格兰歌手吉姆·戴蒙德告诫公众当周不要购买它的单曲《I Should Have Known Better》而希望大家都去买《Do They Know It's Christmas?》。他说道：
|               | 能排名第一我很高兴，但是我希望人们别在下周买我的专辑；你们该去买Band Aid的专辑。 |
| ——吉姆·戴蒙德 |                                                                                  |

在美国，这首歌在整个圣诞假日期里都在MTV播放。虽然该单曲在美国的销量超过了一百万张但是其并没有获得单曲榜榜首的位置，这要归结于Biliboard单曲榜统计时将电台点播量也计算在内，虽然这首歌的销量是榜首专辑销量的四倍，但是由于点播量过低使得这首单曲连单曲榜前十都未有进入。最终，这首单曲在Billboard单曲榜上排在第13名的位置。
十二个月后，《Do They Know It's Christmas?》又重回英国单曲排行榜，仅次于惠特尼·休斯顿和沙金·史蒂文斯位列单曲榜第三的位置。这首单曲差一点就能在离开单曲榜榜首四十七周后重返单曲榜榜首的位置。
作为一首带有慈善目的的圣诞歌曲，吉尔多夫一开始只是希望能够这首歌筹集到七万英镑的善款，但是这首单曲恰恰成为英国历史上销量最大的单曲之一。这首单曲曾一直以百万英镑的销量位居英国单曲销量榜榜首，这个记录直到1997年才被艾尔顿·约翰为纪念威尔士王妃戴安娜的《风中残烛1997》所打破。
这首单曲雄踞英国单曲排行榜榜首五个星期，最终在1985年年初被外国佬乐队的《I Want to Know What Love Is》从榜首的位置拉下。而在《Do They Know It's Christmas?》位居榜首的几个星期里，位列单曲榜第二的则是威猛乐队的《Last Christmas / Everything She Wants》，虽然这张单曲的销量也突破百万，但是并未将《Do They Know It's Christmas?》的榜首位置夺走。威猛乐队的乔治·迈克尔和安德鲁·维治利后来还将这首单曲的特许权使用费捐给了Band Aid。
在2001年，这首单曲与其他35首圣诞歌曲一起被专辑《Now That's What I Call Christmas!》所收录。这张专辑后来获得了白金唱片的认证（2004年11月，该专辑更是获得了6倍白金唱片的认证）。
然而，这首歌也曾受到过批评，在AOL电台的马修·威肯尼所列出的百大烂歌排行榜中，这首歌位居榜单第74名的位置。

## Band Aid II版本
Band Aid II在1989年为这首歌录制了全新的一个版本。这张单曲由“Hit Factory”的SAW制作团队所作。参与演唱的人有凯莉·米洛，杰森·多诺万，丽莎·史坦菲尔德，克里夫·理查德，吉米·萨默维尔，Wet Wet Wet和兄弟乐队。Bananarama也再次参加了这张单曲的制作，萨拉·达琳和凯伦·伍德沃德两人是仅有的参加了两张单曲制作的人（虽然两人只参加了1984年版的合唱部分）。
这首歌较之1984年的版本使用了更加传统的“正歌与副歌”的形式。在第一段正歌结束后，是一段副歌，然后近接第二段正歌，再接副歌，接着是“here's to you”的桥段，最后全曲在大合唱中结束（在MV当中，大合唱结束时附有BBC记者迈克尔·比尔克在非洲采访的录像）。
在当年圣诞节，这首歌再次夺得单曲榜榜首并为非洲难民筹集到了更多的善款。这首歌也是《Top of the Pops》于1980年代播放的最后一首歌。

## Band Aid 20
Band Aid 20在这首歌被创作二十周年之际再次这首单曲重新演绎了一遍并且这首单曲又重返英国单曲榜榜首。这首单曲的制作是由Coldplay的主唱克里斯·马丁发起的，随后吉尔多夫和尤瑞也加入了进来。在这首歌制作时，吉尔多夫对乐团里年轻的歌手们介绍了这首歌的创作背景（乐团中的一些年轻歌手在这首歌创作时甚至还没有出生）。而尤瑞一方面协助这张单曲的制作者奈杰尔·古德里奇一方面也为这首单曲的制作过程拍摄了纪录片。
这个版本的结构近于1984年版本，不过在“here's to you”这个桥段加上了两段迪基·拉斯卡尔的说唱。博诺也参加了这个版本的演唱，博诺在2004年版本的演唱的段落与其在1984年版本中的段落相同。他和尤瑞，吉尔多夫及保罗·麦卡特尼这四人仅有的参加过1984年版本及2004年版本制作的人。
虽然1989年及2004年版本的《Do They Know It's Christmas》双双获得了成功（批评家倒是会指出这两首歌较之原版太过“流行歌曲”化了），但是较之1984年版无与伦比的普及度，使得其他两个版本在发行后几年便很少再被他人所提及。

## Band Aid 30
2014年11月10日，在一場記者會上，格尔多夫與烏爾宣佈將召集另一群藝人一起以Band Aid 30之名重新錄製這首歌曲，以援助伊波拉出血熱危機。11月17日，歌曲正式發行。翠西·艾敏創作了單曲封面，而保羅·伊普沃斯負責製作歌曲。人聲部分則由紅髮艾德、1世代、帕洛瑪·費絲、埃利·古尔丁、席尔、山姆·史密斯、西尼德·奥康娜、瑞塔·奥拉、艾蜜莉·珊黛、巴士底樂團和奧利·莫爾斯等提供。而一些錄製過歌曲舊版本的藝人，克里斯·馬汀（演唱了2004年版的開場）與博诺（演唱了1984年和2004年版）也參與了歌曲的演唱。歌詞“Well, there won't be snow in Africa this Christmas time”（而這個聖誕非洲不會下雪）被改成了“Bring peace and joy this Christmas to West Africa”（這個聖誕給西非帶去和平與歡樂）。

### 製作群
| 人聲: - 巴士底樂團 - 博诺（U2） - 潔淨的盜賊 - 阿爾菲·戴耶士 - 帕洛瑪·費絲 - 居伊·加韋（肘樂團） - 埃利·古尔丁 - 安潔莉·克琪蒂歐 - 克里斯·馬汀（酷玩樂團） - 西尼德·奥康娜 - 1世代 - 瑞塔·奥拉 - 奧利·莫爾斯 | - 艾蜜莉·珊黛 - 席尔 - 紅髮艾德 - 山姆·史密斯 - 喬·薩格 - 柔伊·薩格 - 卡爾·海德（地底世界樂團） - 杰西·薇尔 演奏: - 米蘭·尼爾·阿明-史密斯（潔淨的盜賊） – 小提琴 - 格蕾絲·查圖（潔淨的盜賊） – 大提琴 - 罗杰·泰勒（皇后乐队） – 鼓、鍵盤樂器 其它: - 保羅·伊普沃斯 – 製作人 |

## 其他的翻唱版本
由于这首歌流传甚广，乐界也不乏这首歌的翻唱版本。
1985年，英国摇滚乐队“Slade”曾翻唱此曲并将其收录于自己的专辑《Crackers – The Christmas Party Album》中。
2005年，“北美万圣节预防委员会”（英語：The North American Halloween Prevention Initiative）将这首歌改编为《Do They Know It's Hallowe'en?》并将该曲的收益捐献给了UNICEF。
果浆乐队在他们2002年推出的单曲《Bad Cover Version》中也以戏谑的方式模仿演唱了这首歌。
2011年，在电视音乐剧《欢乐合唱团》第三季第九集《Extraordinary Merry Christmas》中，剧中演员翻唱了这首歌并将这首歌的收益捐献给了Band Aid信托基金。